# Хег, Ханс Кристиан
Ханс Кристиан Хег (норв. Hans Christian Heg) (21 декабря 1829 года — 20 сентября 1863 года) — норвежско-американский журналист, активист по борьбе с рабством, политик и военный.

## Биография
Был старшим из четырёх детей трактирщика. Его отец, Эвен Хансен Хег (1790 — 1850), переехал с семьёй в Америку в 1840 году, поселившись в поселении Маскего. В двадцать лет, соблазнённый открытием золота в долине Сакраменто, он и трое его друзей присоединились к старателям. Следующие два года он провёл в поисках золота в Калифорнии. После смерти отца он вернулся в Маскего в 1851 году и женился на дочери норвежского иммигранта. Хег стал восходящим молодым политиком, боровшимся против рабства. Он стал членом Партии свободной земли. Хег был майором 4-го Висконсинского ополчения и служил в качестве комиссара тюрьмы штата Висконсин. Он также был первым норвежским кандидатом, избранным в штате Висконсин. Вскоре он вступил в недавно созданную Республиканскую партию. В это время он приютил Шермана Бута, который стал федеральным беглецом после подстрекательства толпы к спасению сбежавшего раба. В 1859 году Хег был избран комиссаром государственной тюрьмы в Вопуне и прослужил там два года. Хег руководил многими реформами в тюрьме, полагая, что тюрьмы должны использоваться, чтобы «вернуть блуждающих людей и спасти погибших». С началом Гражданской войны Хег был назначен губернатором Александром Рэндаллом полковником 15-го Висконсинского добровольческого полка. Возглавлял скандинавский 15-й Висконсинский добровольческий полк на стороне Союза в американской гражданской войне. Он умер от ран, полученных в битве при Чикамауге. Похоронен на норвежском лютеранском церковном кладбище возле озера Винд-Лейк.

## Память
Статуя полковника Ханса Христиана Хега, установленная на Капитолии штата Висконсин, была во время антирасистских протестов в июне 2020 снесена, обезглавлена и брошена в озеро Монона.